# Comédie-Française

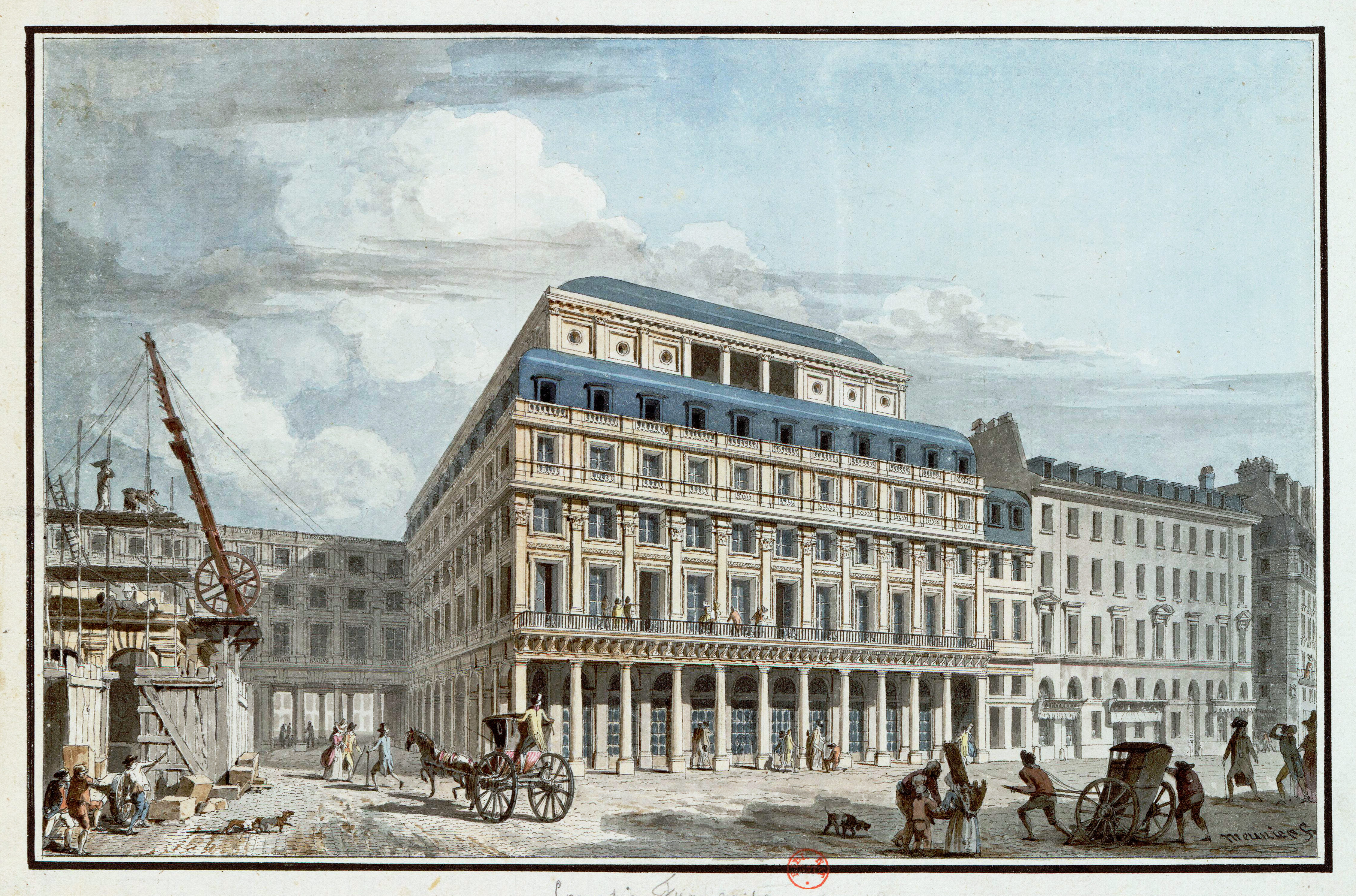
Comédie-Française la sfârșitul secolului al XVIII-lea

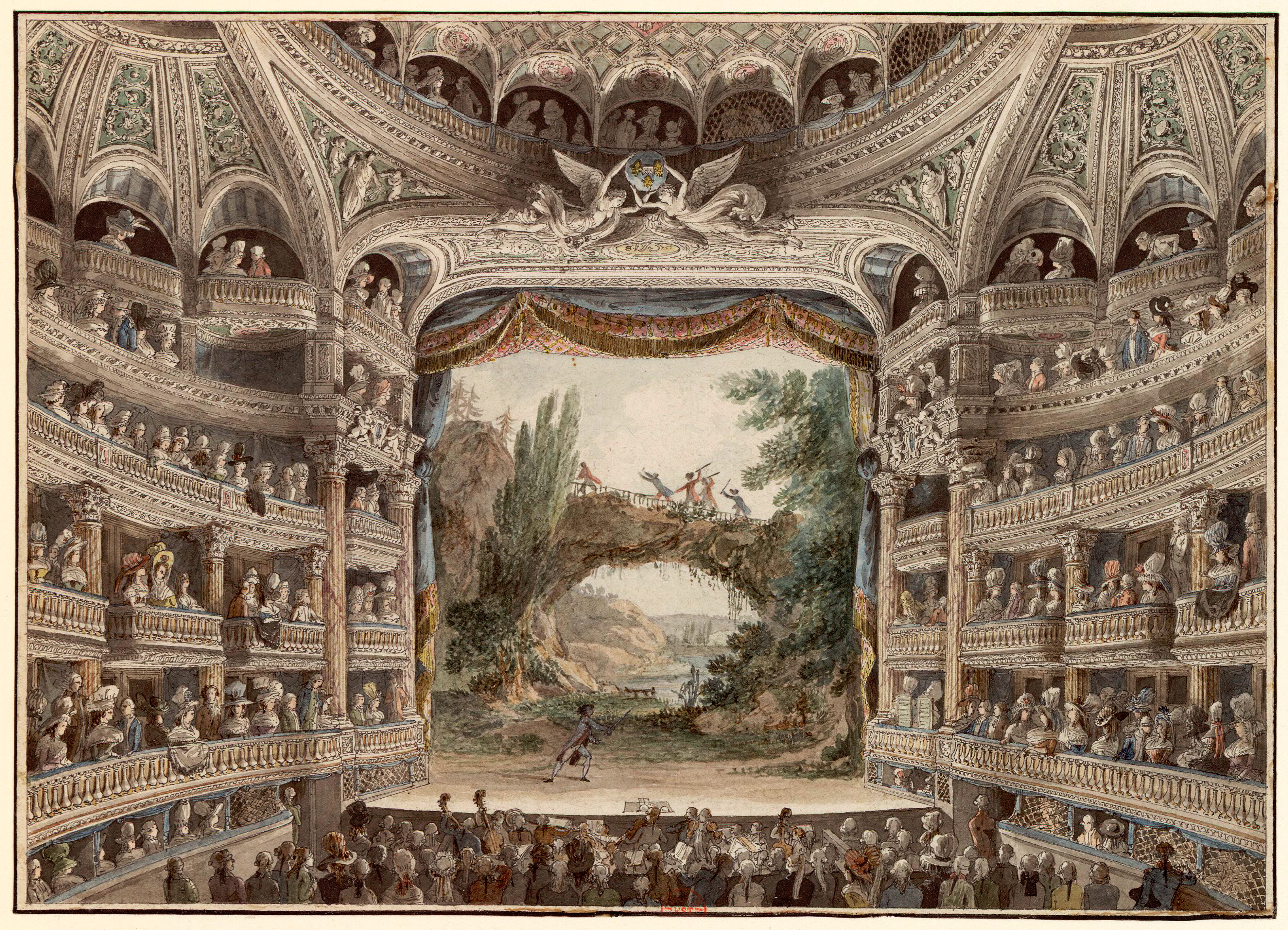
Vedere din interior, de la sfârșitul secolului al XVIII-lea

Comédie-Française (pronunție în franceză [kɔmedi fʁɑ̃sɛz]) sau Théâtre-Français (AFI: [teatʁə fʁɑ̃sɛ]) (Teatrul francez), numit deseori și numai le Français, este o instituție culturală din Franța, înființată în 1680. Clădirea principală și sediul său se află, începând cu anul 1799, în arondismentul 1 din Paris, în complexul Palais-Royal, pe Rue de Richelieu⁠(d), numărul 2.
Din 1995, Comédie-Française este întreprindere de stat și, printre teatrele naționale din Franța, singurul care are și actori permanenți. Deși a murit cu șapte ani înainte de constituirea trupei de teatru a Comédie-Française, Molière este considerat părintele instituției, de aceea este numită și la Maison de Molière (casa lui Molière). Jilțul în care a început agonia lui Molière în timpul unei reprezentații a comediei sale Bolnavul închipuit, se află printre un șir de busturi în spatele foaierului teatrului.
Deviza teatrului este în latină Simul et singulis, a cărei semnificație este „a fi împreună, dar a rămâne sine însuși”, iar emblema sa este un stup de albine.

## Istoric

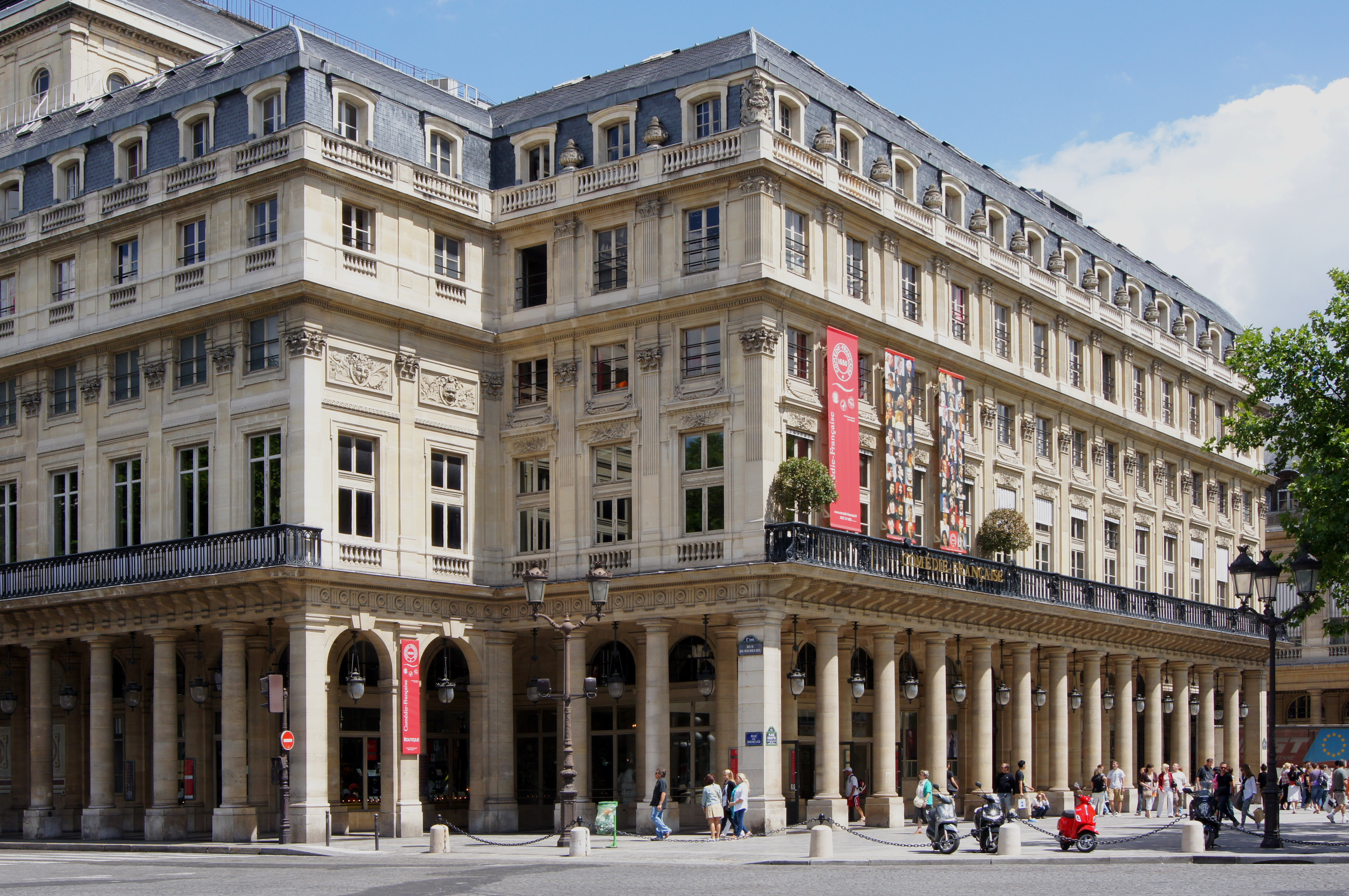
Intrarea în sala Richelieu, în 2009.

În 1670, În Franța, inclusiv la Paris, dădeau spectacole mai multe trupe de teatru italiene. În capitală activau trei trupe franceze. Una era cea a lui Molière, cu sala în Palais-Royal, a doua funcționa în cartierul Le Marais⁠(d), iar a treia în Hôtel de Bourgogne⁠(d). După moartea lui Molière în 1673, regele Ludovic al XIV-lea a ordonat unirea trupei din Le Marais cu cea a lui Molière, iar noua trupă s-a mutat în Hôtel de Guénégaud⁠(d).
În 1680, șeful trupei din Hôtel de Bourgogne a murit și, în urma unui nou ordin regal, și aceasta s-a unit cu cea din Hôtel de Guénégaud. La 25 august, noua trupă a jucat împreună pentru prima oară. La 21 octombrie, Ludovic al XIV-lea a dat un ordin regal pe baza căruia trupa a fost alcătuită din 27 de actori aleși de el și a primit monopolul spectacolelor în limba franceză valabil pentru capitală și periferiile ei. Denumirea de Comédie-Française l-a primit în contrast cu trupele de limbă italiană. Repertoriul său era format din toate piesele lui Molière și Jean Racine, precum și din câteva ale lui Pierre Corneille, Paul Scarron⁠(d) și Jean Rotrou⁠(d). La 5 ianuarie 1681, membrii trupei au semnat un act prin care fondau o societate, în care stabileau, printre altele, împărțirea încasărilor. În 1682, trupa a primit o subvenție de 12.000 de livre din partea regelui. Privilegiile acordate aveau dezavantajul de a o supune capriciilor regelui și ale marilor dregători de la curte.
În 1687, trupei i s-a poruncit să părăsească palatul Guénégaud, fiindcă clericii dintr-un colegiu al Sorbonei nou înființat în vecinătate se simțeau deranjați de teatru. În 1689 s-a terminat construcția unei clădiri noi pentru acesta pe locul numărului 14 de pe Rue de l'Ancienne-Comédie⁠(d) (strada Teatrului vechi) din prezent.
Criza de pe la sfârșitul domniei lui Ludovic al XIV-lea a afectat și Comédie-Française. A trăit perioade dificile până pe la mijlocul secolului al XVIII-lea, când regele Ludovic al XV-lea a dat decrete noi privind funcționarea sa și a preluat datoriile teatrului.
În 1770, teatrul a fost nevoit să părăsească clădirea sa de atunci, din cauza stării proaste a acesteia, și s-a mutat provizoriu într-o sală din palatul Tuileries. Abia în 1782 a primit un sediu nou construit pentru el, prima clădire a teatrului Odéon-Théâtre de l'Europe⁠(d) din prezent.
Revoluția franceză a zguduit și Comédie-Française. În 1789 i s-a dat numele Théâtre de la Nation (Teatrul națiunii) și i s-au desființat privilegiile, luându-i-se subvenția regală și monopolul. În 1791, trupa s-a scindat în două tabere: cea a republicanilor și cea a regaliștilor, iar republicanii s-au mutat pe Rue de Richelieu, în actualul sediu al teatrului, construit cu puțin timp înainte de arhitectul Victor Louis⁠(d). Aici au înființat Théâtre de la République (Teatrul republicii), sub conducerea tânărului actor François-Joseph Talma⁠(d). În septembrie 1793, Comitetul Salvării Publice a închis Teatrul națiunii și i-a arestat actorii, dar pe urmă i-a eliberat rând pe rând. În 1799, Comédie-Française s-a reînființat și a primit clădirea din Rue de Richelieu. În 1804, membrii trupei au semnat un nou act de asociere.
În 1812, împăratul Napoleon I, în timp ce conducea campania sa din Rusia, a hotărât reorganizarea teatrului. La 15 octombrie a semnat un decret cu 87 de articole cunoscut cu denumirea Décret de Moscou (Decretul de la Moscova), care cuprinde în esență statului său valabil și în prezent.
Din 1799, sediul teatrului, cu 862 de locuri, nu s-a schimbat, dar nu numai aici a avut totdeauna sală. În 1946 a primit și sala Luxembourg a Teatrului Odeon, care i-a fost subordonată până în 1983, apoi, în 1993, a fost renovat Théâtre du Vieux-Colombier⁠(d), și Ministerul Culturii a făcut din acesta a doua clădire a Comédie-Française, cu 300 de locuri. În 1996 a primit și o a treia sală, numită Studio-Théâtre, cu 136 de locuri în Carrousel du Louvre⁠(d), sub piramida inversată dintre Arc de Triomphe du Carrousel⁠(d) și Muzeul Luvru.

### În timpul pandemiei de Covid-19
În 2020 și 2021, În Franța au fost trei perioade de carantină din cauza pandemiei de COVID-19, în care și teatrele au fost închise. În aceste împrejurări, Comédie-Française a inițiat reprezentații pe internet. Piesele din repertoriu erau repetate timp de câte o săptămână și transmise pe YouTube. A avut în program și lectura integrală a romanului În căutarea timpului pierdut de Marcel Proust. Reprezentațiile au fost foarte populare. De exemplu, între martie 2020 și februarie 2021 au fost vizionate de către 1,3 milioane de spectatori.

## Statut
În 1995, Comédie-Française a devenit întreprindere de stat și teatru național cu statut special. Mai sunt și alte teatre naționale în Franța, adică din acelea care primesc subvenție de la stat, dar conform tradiției sale, o parte din actorii Comédie-Française sunt permanenți și formează o societate. Prin aceasta este un teatru deosebit față de celelalte. Celelalte două săli ale sale sunt filiale ale sediului central, fiind și societăți pe acțiuni (S. A.) aparte. Acestea pot prezenta și producții în afara repertoriului sediului central.
O parte din bugetul teatrului provine din veniturile proprii. Acestea constau din contravaloarea biletelor, a producțiilor audiovizuale și a obiectelor vândute în magazinul său: discuri de vinil, DVD-uri, cărți, suveniruri etc. Primesc subvenții separate sediul central și filiala din Théâtre du Vieux-Colombier. Studio-Théâtre depinde financiar direct de sediul central.

## Organizare în 2023

### Actorii
Actorii Comédie-Française se împart în patru categorii cu statute diferite.
Actorii noi sunt angajați de administrateur général (administratorul general) pe o perioadă nedeterminată. Aceștia sunt numiți pensionnaires. Sunt 23 de asemenea actori.
După un an de activitate, un pensionnaire poate deveni sociétaire (societar), adică membru al societății actorilor și al teatrului până când dorește să se retragă. Este propus pentru acest statut adunării generale a societarilor, de către comitetul de administrație, al cărui membru este și administratorul general. După aprobarea adunării generale, statutul noului societar este stabilit prin hotărâre a Ministerului Culturii. Teatrul are 38 de societari.
Dacă un societar se retrage după cel puțin 20 de ani de activitate, atunci poate deveni sociétaire honoraire (societar de onoare) la propunerea administratorului general, cu aprobarea comitetului de administrație. Prin aceasta i se recunoaște valoarea carierei și i se dă posibilitatea să joace ocazional la Comédie-Française. Teatrul are 22 de societari de onoare.
Actorul sau actrița cu vechimea cea mai mare ca societar(ă) are statutul de doyen (decan), respectiv doyenne (decană), care face parte de drept din comitetul de administrație și, printre altele, asigură conducerea artistică atunci când administratorul general nu o poate face dintr-un motiv sau altul.
În teatru mai activează și un artist auxiliar.
Din 2009, Comédie-Française are și o academie, în care șase actori tineri proaspăt absolvenți ai unor instituții naționale de învățământ superior de artă teatrală participă timp de o stagiune la activitatea teatrului.

### Conducerea
Teatrul are mai multe organe de conducere
Comitetul de administrație are nouă membri societari: decanul sau decana, șase alți titulari și doi supleanți. Este înnoit anual prin alegerea a trei titulari și a unui supleant de către adunarea generală a societarilor, și numirea a trei titulari și a unui supleant de către ministrul culturii, la propunearea administratorului general. Comitetul discută subiecte importante precum primirea de noi societari și împărțirea părților de beneficiu între societari. Întregit cu câte un reprezentant a personalului tehnic și al celui administrativ, precum și cu un reprezentant al grupului de pensionnaires, comitetul discută și votează bugetul și proiectele determinante, în prezența ministrului culturii și a controlorilor bugetari.
Comitetul de lectură constă din toți membrii comitetului de administrație și din patru personalități ale vieții literare și artistice. Acest comitet examinează piesele noi propuse de administratorul general. Numai cele aprobate de comitetul de lectură pot fi reprezentate în sala Richelieu.
Cele două filiale ale Comédie-Française au și ele câte un consiliu de administrație.

#### Administratorul general
Administratorul general este numit sau renumit pentru cinci ani de către președintele republicii, la propunerea Ministerului Culturii, pe baza unui proiect artistic și strategic prezentat de persoana propusă. Administratorul general este în același timp conducător artistic și de întreprindere. Prezidează ședințele tuturor organelor de conducere, decide programarea spectacolelor, alegerea pieselor, cu colaborarea comitetului de lectură, alegerea regizorilor, distribuțiile spectacolelor, angajarea noilor actori etc.
Cu administratorul general colaborează direct le directeur général des services (directorul general al serviciilor), numit de ministrul culturii la propunerea administratorului general. Cu el împreună răspunde administratorul general de conducerea generală a teatrului, de îndeplinirea sarcinilor sociale, administrative și financiare ale întreprinderii, de atragerea unui public cât mai larg, de asigurarea relațiilor externe, a celor de parteneriat și a activităților de mecenat. Din 2014, administratorul general al Comédie-Française este Éric Ruf⁠(d).

### Sectorul administrativ
Directorul general al serviciilor conduce serviciile administrative, fiecare având un director. Există serviciile: tehnic, al producției și coordonării artistice, al costumelor, al clădirilor și echipamentelor, al resurselor umane, financiar, al mecenatului și relațiilor cu întreprinderi. În afară de acestea există secretariatul și un consilier literar.
Cele două filiale au ca președinte-director general de S. A. pe administratorul general. Théâtre du Vieux-Colombier mai are director general adjunct și director tehnic, iar Studio-Théâtre administrator delegat și director tehnic.

### Biblioteca-muzeu
Această parte a Comédie-Française este în același timp muzeu, bibliotecă și arhivă, conduse de un conservator-arhivist. Deține foarte multe materiale vechi și noi: obiecte de artă, manuscrise, cărți, alte documente, materiale audiovizuale. Participă la viața teatrului prin punerea la dispoziția membrilor trupei și artiștilor invitați materiale necesare pentru pregătirea spectacolelor. În afară de aceasta, permite unor cercetători, profesioniști din lumea spectacolului, studenți și jurnaliști studierea unor documente. Totodată organizează și expoziții din materialele sale.

## Repertoriul
Repertoriul Comédie-Française a urmat în general tendințele literare și artistice ale perioadelor prin care a trecut. La înființarea sa, a reprezentat tragedii și comedii create în spiritul clasicismului francez. În secolul al XVIII-lea, stilul acestuia a trăit mai departe, de exemplu în piesele lui Voltaire, dar regulile sale nu mai erau respectate tot atât de strict ca în secolul anterior. Totodată, spre sfârșitul secolului, au apărut în piese și conținuturi revoluționare, de pildă în Bărbierul din Sevilla⁠(d) al lui Pierre Beaumarchais, cu premiera în 1775. Cenzura regală a pus multe piedici în calea piesei Nunta lui Figaro⁠(d) (1784) a aceluiași autor, dar succesul premierei la publicul deja animat de spiritul revoluționar a fost cu atât mai mare.
În prima jumătate a secolului al XIX-lea, Comédie-Française a devenit teatru de război între noul teatru romantic și cel clasic. Adepții celor două s-au bătut efectiv la premiera din 1830 a dramei romantice Hernani⁠(d) de Victor Hugo. În 1843, odată cu căderea unei alte drame a lui Hugo, tragedia clasică a câștigat pentru o vreme, dar spre sfârșitul secolului, teatrul a adoptat din nou și piese romantice, apoi naturaliste, începând să accepte și piese străine, de exemplu Hamlet de William Shakespeare. La sfârșitul secolului al XIX-lea și începutul celui de-al XX-lea, și comediile de moravuri au ocupat un loc important în repertoriu.
În secolele al XX-lea și al XXI-lea, repertoriul se îmbogățește cu opere noi de tendințe foarte diferite. Teatrul continuă să reprezinte mai ales piese franceze, dar și străine, invitând și regizori străini. Repertoriul sporește în mod continuu cu opere pe care le alege comitetul de lectură dintre multele opere noi propuse, dar teatrul reia periodic toate piesele care s-au dovedit de mare valoare începând cu secolul a XVII-lea.

## Activități didactice
Academia Comédie-Française amintită mai sus asigură practică de o stagiune nu numai unor actori tineri, ci, din 2015, și altor patru tineri profesioniști: regizor, scenograf, creator de costume și creator de efecte sonore..
În fiecare stagiune, 18-20 de tineri participă la ateliere în care citesc și analizează texte clasice și moderne, apoi, pornind de la acestea, creează texte proprii. Aceste activități sunt conduse de consilierul literar în colaborare cu actori. Constau din 30 de ore de analiză de text, 50 de ore de scriere și 15 ore de joc teatral. La sfârșit de stagiune, participanții își prezintă creațiile.
Comédie-Française are o relație de parteneriat cu Ministerul Educației. În acest cadru oferă participare la spectacole, vizite, întâlniri cu artiști etc. elevilor a circa 80 de școli din zone defavorizate.
Din 2016, teatrul pune la dispoziție spectacole filmate care pot fi prezentate la cererea unor școli în cinematografe, fiind însoțite de documente didactice și contribuind prin aceasta la a face cunoscut teatrul francez. În această acțiune are ca parteneră compania cinematografică Pathé.
Comédie-Française are ca partenere și circa 40 de instituții de învățământ superior, contribuind la activități legate de arta teatrală, și organizează lunar vizite gratuite pentru studenți în clădirea din Rue de Richelieu.
În 2021, teatrul a inițiat Universitatea teatrală, care constă din videoconferințe gratuite pe internet pentru studenți, dând posibilitatea dialogului dintre aceștia și actorii teatrului, angajații săi și profesioniști externi. Videoconferințele pot fi descărcate ulterior.
Comédie-Française organizează în fiecare stagiune circa 30 de stagii de formare, pentru în jur de 900 de cadre didactice, în domeniul artei teatrale. Tot pentru cadre didactice, organizează săptămânal și activități gratuite pe teme ca spectacolele stagiunii, lectura cu voce tare și improvizația.
Pe lângă cele de mai sus, teatrul pune la dispoziție de descărcat de pe internet documente didactice însoțitoare ale spectacolelor, destinate să pregătească asistarea la acestea și activități ulterioare acestora.